# Heorhi Mandzaleuski
Heorhi Mandzaleuski (rus: Георгий Григорьевич Мондзолевский)  (Orxa, 26 de gener de 1934 - 28 d'abril de 2024) va ser un jugador de voleibol belarús que va competir sota bandera soviètica durant les dècades del 1950 i 1960.
El 1964 va prendre part en els Jocs Olímpics de Tòquio, on guanyà la medalla d'or en la competició de voleibol. Quatre anys més tard, als Jocs de Ciutat de Mèxic, revalidà la medalla d'or en la mateixa competició. En el seu palmarès també destaquen dues medalles d'or (1960 i 1962) i una de bronze (1956) al Campionat del Món de voleibol, i una d'or (1967) i dues de bronze (1958 i 1963) al Campionat d'Europa de voleibol.
A nivell de clubs jugà amb el Burevestnik Odessa, amb qui guanyà la lliga soviètica de 1956, i amb el CSKA Moskvà, amb qui guanyà set lligues soviètiques més. (1958, 1960-1963, 1965 i 1966). Amb el CSKA també guanyà dues copes d'Europa (1960 i 1962).